# Burlada
Burlada (spanisch) bzw. Burlata (baskisch) ist eine spanische Gemeinde in der Autonomen Region Navarra (Comunidad Foral de Navarra). Sie grenzt im Norden an Pamplona und Villava, im Osten an Huarte, im Süden an Egüés und im Westen ebenfalls an Pamplona. Der Ort liegt in der Pamploneser Senke und gehört zum erweiterten Stadtraum der navarresischen Hauptstadt.

## Geschichte
Burlada ist seit der Zeit der Könige von Navarra belegt, d. h. ab dem 10. Jahrhundert. Die Könige besaßen hier einen Palast und nutzten ihn zur Erholung. Der später zerstörte Palast hatte einen privaten Zugang zur romanischen Kirche des Ortes, die ebenfalls nicht mehr existiert (Mitte des 20. Jahrhunderts zerstört). Weiteres Indiz für die Bedeutung des Ortes ist die romanische Brücke über den Río Arga.

## Sehenswürdigkeiten
- Romanische Brücke (Puente de Burlada):

Mittelalterliche Brücke aus sechs Rundbögen. Wegen vieler Rekonstruktionen lässt sich die Bauzeit schwer konkretisieren.
- Stadtpaläste (Palacetes de Burlada): Anfang des 20. Jahrhunderts entstanden verschiedene Paläste entlang der Hauptstraße (Calle Mayor) des Ortes. Der wichtigste ist der von einem Park umgebene Palacio Uranga.
- Kirche des hl. Johannes (Iglesia de San Juan): Die erste Kirche befand sich an der heutigen Plaza San Juan, heute eingenommen durch die Casa Consistorial. Am 24. Juni 1952, zum Johannesfest der Stadt, begann der Bau der neuen Kirche, sie wurde am 17. Oktober 1954 geweiht und war ein Projekt des Architekten Javier Yárnoz. Der Grundriss ist ein lateinisches Kreuz, das Altarretabel ist neoklassizistisch und stammt aus der Kathedrale von Pamplona, das Mobiliar wurde aus verschiedenen navarresischen Orten zusammengetragen.
- Pfarrkirche des hl. Blasius (Parroquia de San Blás): Wegen des Wachstums des Ortes wurde eine neue Pfarrkirche notwendig, die am 29. Juni 1970 von der Gemeinde in Besitz genommen wurde. Sie wurde Santa María Soledad Torres Acosta geweiht, der Gründerin einer Frauenkongregation, die sich der Krankenpflege verschrieben hatte.

## Demographie
| Bevölkerungsentwicklung | Bevölkerungsentwicklung | Bevölkerungsentwicklung | Bevölkerungsentwicklung | Bevölkerungsentwicklung | Bevölkerungsentwicklung | Bevölkerungsentwicklung | Bevölkerungsentwicklung | Bevölkerungsentwicklung | Bevölkerungsentwicklung | Bevölkerungsentwicklung | Bevölkerungsentwicklung | Bevölkerungsentwicklung | Bevölkerungsentwicklung | Bevölkerungsentwicklung | Bevölkerungsentwicklung | Bevölkerungsentwicklung |
| 1996                    | 1998                    | 1999                    | 2000                    | 2001                    | 2002                    | 2003                    | 2004                    | 2005                    | 2006                    | 2007                    | 2008                    | 2009                    | 2010                    | 2011                    | 2013                    | 2015                    |
| ----------------------- | ----------------------- | ----------------------- | ----------------------- | ----------------------- | ----------------------- | ----------------------- | ----------------------- | ----------------------- | ----------------------- | ----------------------- | ----------------------- | ----------------------- | ----------------------- | ----------------------- | ----------------------- | ----------------------- |
| 15 366                  | 15 860                  | 16 647                  | 16 887                  | 17 288                  | 17 647                  | 17 964                  | 18 040                  | 18 316                  | 18 388                  | 18 337                  | 18 504                  | 18 595                  | 18 389                  | 18 195                  | 18 248                  | 18 237                  |

## Feste
- Stadtfest: 15. bis 19. August
- Karneval: Martingala de Burlada / Burlatako Martingala, entsprechend der Karnevalsdaten
- Patronatsfest Sankt Johannes (Fiesta de San Juan) 23. bis 26. Juni

## Persönlichkeiten
- Óscar Rodríguez (* 1995), Radrennfahrer
- Fernando Chivite (* 1959), Schriftsteller
- Koldo Gil (* 1978), Radrennfahrer
- Rubén Beloki (* 1976), Pelotaspieler
- Iñaki Esain (* 1978), Pelotaspieler
- Mateo Garralda (* 1969), Handballspieler
- Joaquín Asiáin (* 1968), Sänger (Tenor)
- Jesús Artola (1886–1970), Republikanischer Politiker, Gouverneur von Guipúzcoa zu Beginn des Spanischen Bürgerkriegs.
- Hilarión Eslava (1807–1878), Musikwissenschaftler und Komponist
- Leonor de La Marche (1407–1464), Leonor de Borbón-La Marche, navarresische Prinzessin, Tochter von Beatriz und Nichte von Karl dem Edlen